# Macho Callahan
Macho Callahan (bra: Macho Callahan) é um filme méxico-estadunidense de 1970, dos gêneros drama romântico e faroeste, dirigido por Bernard Kowalski, com roteiro de Cliffton Newton Gould e Richard Carr.

## Sinopse
Vítima de armação, Macho Callahan foge de prisão militar confederada em busca de vingança. Em seu caminho, mata um oficial confederado, cuja viúva oferece recompensa pela captura.

## Elenco
- David Janssen ....... Diego Callahan
- Jean Seberg ....... Alexandra Mountford
- Lee J. Cobb ....... Duffy
- James Booth....... Harry Wheeler
- Pedro Armendáriz Jr. ....... Juan
- David Carradine ....... David Mountford
- Bo Hopkins ....... Yancy
- Anne Revere ....... Crystal
- Richard Anderson ....... soldado sulista
- Diane Ladd ....... garota
- Matt Clark ....... carcereiro
- Richard Evans ....... Mulvey
- Cyril Delevanti ....... velho
- William Bryant ....... distribuidor
- Robert Morgan ....... McIntyre